# Diuturni temporis
Diuturni temporis, en español Prolongado tiempo, es la septuagésima encíclica del papa León XIII, datada el 5 de septiembre de 1898, en ella anima al rezo del rosario mariano, recordando cómo ha sido recomendado por los papas; anuncia, además, que ha estado preparando una constitución acerca de los privilegios de que pueden disfrutar las Cofradías del Santo Rosario.

## El papa del rosario
León XIII ha sido llamado el papa del rosario, pues su rezo fue frecuente materia de su predicación; de entre las encíclicas que escribió durante su pontificado nueve de ellas están dedicadas al rosario, junto con otras dos en las que se refiere de un modo general a la devoción mariana.
La encíclica, la última que dedicó al rosario, la escribe cuando ya han transcurrido veinte años de su pontificado, es de algún modo un resumen de su predicación mariana, y en especial de las encíclicas que hasta ese momento ha dedicado al rosario. Por otra parte, como indica expresamente en su inicio, la encíclica supone también un reconocimiento de  intercesión de María  en las gracias que Dios le ha otorgado durante esos años.

## Contenido de la encíclica
Comienza el papa con una acción gracias por los dones divinos recibidos durante su pontificado

Diuturni temporis spatium animo respicientes, quod in Pontificatu maximo, Deo sic volente, transegimus, facere non possumus quin fateamur Nos, licet meritis impares, divinae Providentiae praesidium expertos fuisse praesentissimum.
Al echar una mirada al largo espacio de tiempo que, por voluntad de Dios, hemos pasado en el sumo Pontificado, no podemos menos que confesar que Nos, sin merecerlo, hemos experimentado, de manera muy viva, la asistencia de la Divina Providencia.
Inicio de la encíclica

Continua atribuyendo esas gracias a la oración por el papa de toda la Iglesia, recordando como así sucedió con Pedro, y con sus sucesores; pero enseguida la acción de gracias a Dios se extiende a la intercesión de María -"a la maternal protección de la augusta Reina del Cielo"-.
Recuerda cómo desde hace tiempo ha procurado fomentar la devoción a María, pero desea ahora, cuando piensa acercarse a su último día en la tierra, confiar la salvación del género humano en el aumento del culto a la Virgen. Desde su primera encíclica y posteriormente en numerosos decretos ha buscado fomentar en los fieles el rezo del rosario; desea ahora que este mes de octubre, que ya hace tiempo decretó que estuviese dedicado y consagrado al rosario, resumir en unas palabras lo que hasta ahora ha hecho por fomentar esta devoción.
Anuncia así que su deseo de coronar su obra

con otro documento próximo a aparecer, en el que patenticemos todavía más espléndidamente Nuestro fervor y afecto para con el mencionado modo de honrar a María, y se estimule el ardiente deseo de los fieles de conservar piadosa y fielmente tan santísima costumbre.
Encíclica Diuturni temporis: ASS vol. XXXI, p. 147.

Se refiere a continuación al modo que en el rezo del rosario se une la salutación angélica con la oración dominical y la meditación de los misterios que se consideran. En su conjunto el rosario ofrece una defensa de la fe, un modelo de virtud por los misterios que se contemplan. Se trata además de una oración sencilla que se acomoda bien al carácter popular, presentando con la Familia de Nazaret un ideal para la vida familiar.
El papa hace notar que al fomentar el rezo del rosario sigue a sus predecesores en el pontificado, pues 

Pues así como Sixto V, de feliz recuerdo, aprobó la antigua costumbre de rezar el Rosario, y Gregorio XIII dedicó un día de fiesta al mismo título, que luego Clemente VIII inscribió en el Martirologio, y Clemente XI mandó que fuese guardada por la universal Iglesia, y Benedicto XIII la introdujo en el Breviario Romano, así Nos, para perenne testimonio de Nuestro aprecio a esta manera de piedad, mandamos que la misma solemnidad del Santísimo Rosario con su oficio fuese celebrada en la universal Iglesia con rito doble de segunda clase.
Encíclica Diuturni temporis: ASS vol. XXXI, p. 148.

Ordenó además el papa, tal como recuerda en la encíclica, que se añadiese en las letanías lauretanas una a la Reina del Santísimo Rosario. Continúa la encíclica recordando la abundancia de privilegios que los papas han enriquecido el rezo del rosario; y anuncia que él mismo tras largos estudios ha decidido publicar una Constitución que recoja todos los derechos y privilegios que podrán disfrutar las cofradías del Santísimo Rosario.

## Constitución apostólicaUbi primum
El 2 de octubre de 1898 León XIII publicó la constitución Ubi primum, en ella, como ya había anunciado en la encíclica Diuturni temporis. En esta constitución, a lo largo los 16 apartados que la regula el funcionamiento de las cofradías del Santísimo Rosario:
Las cofradías tienen por único fin fomentar el rezo del santo rosario (I); la erección de cada una de ellas, que corresponde al Maestro General de los Dominicos (II), mediante la expedición de una carta patente (III); debiéndose asignar como sede de cada cofradía una iglesia (IV-V); la aplicación de las indulgencias concedidas a la Cofradía del Santísimo Rosario, las nuevas cofradías que se erijan (VI-VII), la designación del rector de la cofradía corresponde a los superiores de la Orden de Predicadores, con el consentimiento del ordenario del lugar (VIII), a este sacerdote le corresponde bendecir los rosarios que utilizan los hermanos en el acto de su inscripción, aunque también puede hacerlo otro sacerdote (IX-XI), la inscripción de los hermanos se puede hacer en cualquier momento, pero preferiblemente de un modo solemne el primer domingo del mes o en las fiestas de la Virgen (XII); la única obligación de los hermanos, y no bajo culpa de pecado, es rezar los quince misterios del rosario a lo largo de la semana (XIII); se confirman las indulgencias concedidas a los hermanos por el rezo del rosario (XIV), y la posibilidad de celebrar las misa votivas del Santísimo Rosario (XV); por último encomienda al Maestro General de los Dominicos confeccionar una relación de todas las indulgencias concedidas por los romanos pontífices a la cofradía (XVI).